# Jean Bodin
Jean Bodin, född 1530 i Angers, död 1596 i Laon, var en fransk rättslärd, politiker och skriftställare, känd som politisk filosof och grundare av nationalstatens idé.

## Biografi
Jean Bodin var en tid lärare i rättsvetenskap i Toulouse, blev 1561 advokat i Paris, men ägnade sig snart åt vetenskaplig författarverksamhet. 1571 fick han anställning hos hertigen av Alençon, som under hugenottkrigen var chef för ett förmedlande parti, och sedan dennes bror Henrik III erhållit kronan, blev han 1576 statsadvokat i Laon. Såsom medlem av tredje ståndet vid riksdagen i Blois samma år sökte han förgäves hindra ett nytt hugenottkrig och föll i onåd hos konungen genom sin opposition mot dennes planer att låta ett utskottsmöte undantränga riksdagen och att skaffa sig penningar medelst kronogodsens försäljning.
Han följde därpå hertigen av Alençon på resor till England och Nederländerna, men återtog efter hertigens död 1584 sin tjänst i Laon och blev där 1587 generalprokurator. I det då utbrytande sista hugenottkriget ("de tre Henrikarnas krig") slöt han sig, fastän vän av samvetsfriheten, till den ultrakatolska "ligan", men övergick 1593 till Henrik IV, vars politik bättre överensstämde med hans egen åskådning. Död av pesten 1596, fick han dock ej uppleva samvetsfrihetens seger genom ediktet i Nantes.

## Statsvetenskapliga verk
Bodin var en framstående representant för den franska renässansens bildning. I sitt 1566 utgivna verk Methodus ad facilem historiarum cognitionem — ett försök till en historiens filosofi — uppträdde han dock mot renässanstidens antikdyrkan. I dialogen Heptaplomeres röjde han en religiös skepticism, som nästan förebådade Voltaires och torde förklara hans tolerans. Detta verk, som kunnat stå honom dyrt, om samtiden lärt känna det, trycktes först 1841 av tysken Guhrauer. 
Hans bok De magorum demonomania (från 1578) visar emellertid, att denne fritänkare delade sin tids tro på häxväsende. Bodins förnämsta arbete är Les 6 livres de la république, som utkom 1577 och 1586 utgavs på latin av honom själv. I detta framställde han — i motsats till medeltidens föreställningar om en kristen universalmonarki, "det heliga romerska riket", eller en allt behärskande universalkyrka samt mot dess statsmyndigheten inskränkande feodala ordning — den suveräna nationalstatens teori, vars grundläggare han blev. 
Påverkad av Frankrikes statsliv, råkade han emellertid därvid i två ensidigheter. Då den franska staten var suverän, gjorde han suveränitet till en nödvändig egenskap hos varje stat, och hans berömda statsdefinition rymmer därför ej de icke-suveräna staterna. Som den suveräna franska statens myndighet innehades, eller syntes honom böra innehavas, av härskaren (konungen) ensam, såg han i denne, och ej i staten själv, suveränen, och härigenom kom hans statslära att bli ett stöd för envåldsmonarkien. Dock tänkte han sig inte härskarsuveräniteten alldeles oinskränkt: den skulle visserligen vara obunden av statens lagar, 
som härskaren fritt stiftade, men dock underordnas Guds och naturens lag, som Bodin enligt den rådande naturrättsliga uppfattningen ansåg stå bakom och över statens rättsordning, och trots att han inte tillerkände riksdagen en självständig maktställning gentemot suveränen, höll han dock på rådgivande ständer, vilket förklarar hans uppträdande i Blois.